# Долосси
Долосси́ (крим. Dolossı, з 1929 по 2023 рік — Совє́тське) — селище в Україні, у складі Ялтинського району Автономної Республіки Крим.

## Опис
Раніше на цій території були розташовані населені пункти санаторію «Долосси» і садиба Ялтинського гірничо-лісового природного заповідника. Селище входить до складу Масандрівської селищної ради Ялтинського району.
Долосси розташоване на північ від селища Масандра, з східної, північної і західної сторони межує з гірничо-лісовим заповідником. До залізничного вокзалу в Сімферополі — 78 км. Є транспортне сполучення з м. Ялта (маршрутне таксі).
За данними селищної ради на 2009 рік, площа селища 32,6 га, населення близько 450 осіб.
Житлова забудова розташовується в зоні гірських лісів, які складаються з сосни кримської, і є фіто-санітарною зоною. Понад 50 видів рослин, які виростають в цьому районі, занесені в Червону книгу.

## Історія
Вперше згадується у путівнику Григорія Москвича 1911 року як чаїр Доласи.
Населений пункт став розвиватися після будівництва санаторію «Долосси» в 1925 році, тоді ж були побудовані бараки для робітників, що дали початок селищу. Згідно зі Списком населених пунктів Кримської АРСР по Всесоюзному перепису 17 грудня 1926 року, в санаторії Долосси числилося 56 дворів, усі неселянські, населення становило 70 осіб, з них 58 росіян, 6 українців, 2 євреї, 1 латиш, 1 німець, 2 записані у графі «інші».
Будівництво санаторію в цілому було закінчено в серпні 1927 року.
У 1929 році селищу було надано статус смт з назвою Совєтське.
У 2015 році селище було внесено до переліку населених пунктів, які потрібно перейменувати згідно із законом «Про засудження комуністичного та націонал-соціалістичного (нацистського) тоталітарних режимів в Україні та заборону пропаганди їхньої символіки».
12 травня 2016 року постановою Верховної Ради України № 1352-VIII селищу повернено історичну назву Долосси відповідно до вимог закону «Про засудження комуністичного та націонал-соціалістичного (нацистського) тоталітарних режимів в Україні та заборону пропаганди їхньої символіки». Постанова набрала чинности у 2023 році.
З 2023 року у складі Ялтинського району АРК, з 2024 року, зі скасуванням в Україні смт, знову отримало статус селища.